# Заволжское сельское поселение (Волгоградская область)
Заво́лжское се́льское посе́ление — муниципальное образование в составе Палласовского района Волгоградской области.
Административный центр — посёлок Заволжский.

## История
Заволжское сельское поселение образовано 30 декабря 2004 года в соответствии с Законом Волгоградской области № 982-ОД.

## Население
| 2010  | 2012  | 2013  | 2014  | 2015  | 2016  | 2017  |
| ----- | ----- | ----- | ----- | ----- | ----- | ----- |
| 2859  | ↘2808 | ↗2816 | ↘2742 | ↘2689 | ↘2674 | ↘2662 |
| 2018  | 2019  | 2020  | 2021  |       |       |       |
| ↘2641 | ↘2571 | ↘2525 | ↘2468 |       |       |       |

## Состав сельского поселения
| № | Населённый пункт | Тип населённого пункта          | Население |
| - | ---------------- | ------------------------------- | --------- |
| 1 | Заволжский       | посёлок, административный центр | 1828      |
| 2 | Новая Иванцовка  | село                            | 476       |
| 3 | Старая Иванцовка | село                            | 555       |